# Nokia 8
O Nokia 8 é um celular que a HMD Global anunciou recentemente com a marca Nokia. Ele é atualmente um celular topo de linha e considerado um concorrente do Samsung Galaxy S8, LG G6 e outros da mesma faixa de preço.

## Características
Ele traz algumas especificações melhores que o S8, por exemplo, uma câmera dupla e um aúdio em 360 °. Esse celular tem a câmera frontal e traseira com lentes da Zeiss.

## Data de lançamento
O aparelho foi anunciado dia 16 de agosto de 2017 em Londres, Reino Unido.

## Especificações
Tela: 5.3 polegadas
Sistema operacional: Android 7.1.1 Nougat
Peso: 160 gramas
Processador: Qualcomm MSM8998 Snapdragon 835
Memória RAM: 4GB
Memória interna: 64GB
Memória expansível: Cartão SD de até 256GB
Polegadas: 5.3
Densidade de pixels: 556 ppi